# Eragrostis olida
Eragrostis olida är en gräsart som beskrevs av Michael Lazarides. Eragrostis olida ingår i släktet kärleksgrässläktet, och familjen gräs. Inga underarter finns listade i Catalogue of Life.